# 弗拉基米列茨區

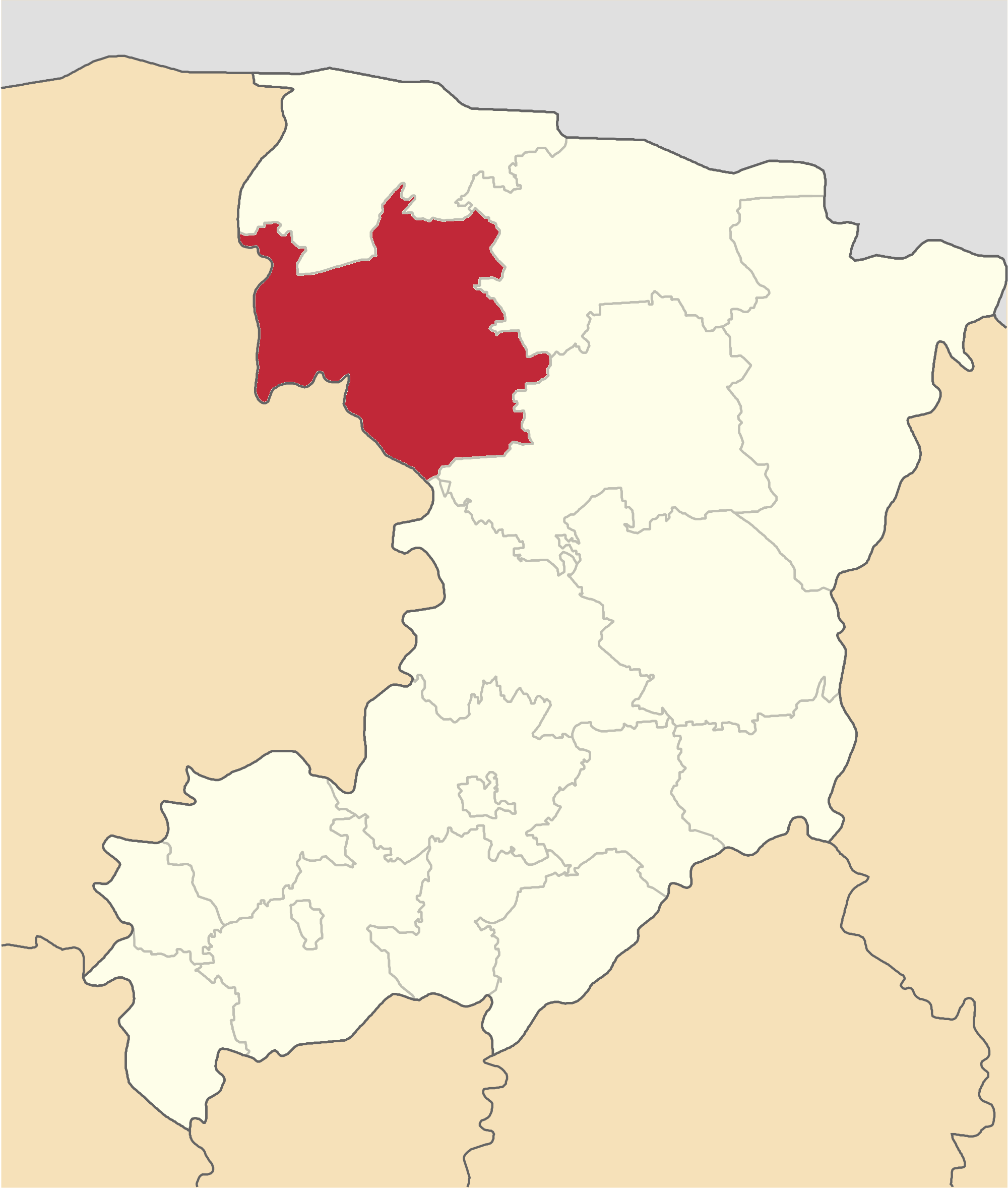
弗拉基米列茨區在里夫内州的位置

弗拉基米列茨區（烏克蘭語：Володимирецький район）是烏克蘭西北部羅夫諾州的舊區，原行政中心为弗拉基米列茨，2020年烏克蘭行政區劃改革後撤銷，併入瓦拉什区。該區面積1,940平方公里，2015年人口64,275人，人口密度每平方公里33.13人。